# زبان‌های اتحادیه اروپا
زبان‌های اتحادیه اروپا زبان‌هایی هستند که در کشورهای عضو اتحادیه اروپا بدان‌ها سخن گفته می‌شود. اتحادیه اروپا ۲۴ زبان رسمی دارد که از بین آن‌ها سه زبان انگلیسی، فرانسوی و آلمانی زبان‌های رویه‌ای کمیسیون اروپا هستند درحالی که پارلمان اروپا همه زبان‌های رسمی را به عنوان زبان کاری می‌پذیرد. سه زبان رویه‌ای در کارهای روزمره نهادهای اتحادیه اروپا کاربرد دارند.
زبان لوکزامبورگی و زبان ترکی استانبولی (که به ترتیب در لوکزامبورگ و قبرس رسمیت دارند) تنها زبان‌های ملی هستند که جزو زبان‌های رسمی اتحادیه اروپا نیستند. در اتحادیه اروپا، سیاست زبان بر عهده کشورهای عضو است و اتحادیه اروپا سیاست زبان مشترکی ندارد. مؤسسات اتحادیه اروپا نقش مهمی در این زمینه دارند و بر اساس اصل «تابعیت»، یک بعد اروپایی را در سیاست‌های زبانی کشورهای عضو ترویج می‌کنند. اتحادیه همه شهروندانش را به چندزبانگی تشویق می‌کند و خواهان یادگیری دو زبان افزون بر زبان مادری است. با این وجود اتحادیه اروپا تأثیر بسیار محدودی در این زمینه دارد زیرا محتوای سیستم‌های آموزشی بر عهده کشورهای عضو است، اما تعدادی از برنامه‌های بودجه اتحادیه اروپا به‌طور فعال باعث تقویت یادگیری زبان و تنوع زبانی می‌شوند.
بیشترین زبانی که در اتحادیه اروپا دارای سخنور است (زبان اول و دوم) انگلیسی است که ۴۴٪ از کل بزرگسالان آن را درک می‌کنند، در حالی که آلمانی که توسط ۱۸٪ از مردم صحبت می‌شود، دارای بیشترین تعداد سخنور زبان مادری است. تمام ۲۴ زبان رسمی اتحادیه اروپا به عنوان زبان‌های کاری پذیرفته می‌شوند، اما در عمل فقط سه زبان انگلیسی، فرانسوی و آلمانی کاربردهای گسترده‌ای دارند و بین این سه، انگلیسی بیشتر از همه استفاده می‌شود. زبان فرانسوی نیز در سه شهری که مراکز سیاسی اتحادیه هستند یعنی بروکسل (بلژیک)، استراسبورگ (فرانسه) و لوکزامبورگ (لوکزامبورگ) رسمی است.

## زبان‌های رسمی
زبان‌های رسمی اتحادیه اروپا عبارتند از:
| زبان          | رسمی                         | رسمی          | از سال |
| زبان          | در سطح ملی                   | در سطح زیرملی | از سال |
| ------------- | ---------------------------- | ------------- | ------ |
| بلغاری        | بلغارستان                    |               | ۲۰۰۷   |
| کرواتی        | کرواسی                       | اتریش         | ۲۰۱۳   |
| چکی           | جمهوری چک                    | اسلواکی       | ۲۰۰۴   |
| زبان دانمارکی | دانمارک                      | آلمان         | ۱۹۷۳   |
| هلندی         | بلژیک هلند                   |               | ۱۹۵۸   |
| زبان انگلیسی  | ایرلند مالت                  |               | ۱۹۷۳   |
| استونیایی     | استونی                       |               | ۲۰۰۴   |
| فنلاندی       | فنلاند                       | سوئد          | ۱۹۹۵   |
| فرانسوی       | بلژیک فرانسه لوکزامبورگ      | ایتالیا       | ۱۹۵۸   |
| آلمانی        | اتریش بلژیک آلمان لوکزامبورگ | دانمارک       | ۱۹۵۸   |
| یونانی        | قبرس یونان                   |               | ۱۹۸۱   |
| مجاری         | مجارستان                     | اتریش         | ۲۰۰۴   |
| ایرلندی       | ایرلند                       |               | ۲۰۰۷   |
| ایتالیایی     | ایتالیا                      | کرواسی        | ۱۹۵۸   |
| لتونیایی      | لاتویا                       |               | ۲۰۰۴   |
| لیتوانیایی    | لیتوانی                      | لهستان        | ۲۰۰۴   |
| مالتی         | مالت                         |               | ۲۰۰۴   |
| لهستانی       | لهستان                       |               | ۲۰۰۴   |
| پرتغالی       | پرتغال                       |               | ۱۹۸۶   |
| رومانیایی     | رومانی                       |               | ۲۰۰۷   |
| زبان اسلواکی  | اسلواکی                      | جمهوری چک     | ۲۰۰۴   |
| اسلونیایی     | اسلونی                       | اتریش         | ۲۰۰۴   |
| اسپانیایی     | اسپانیا                      |               | ۱۹۸۶   |
| سوئدی         | سوئد فنلاند                  |               | ۱۹۹۵   |

## میزان تسلط بر زبان‌ها
| زبان‌های رسمی | زبان مادری | زبان دوم | کل  | زبان‌های غیررسمی | زبان مادری | زبان دوم | کل  |
| ------------ | ---------- | -------- | --- | --------------- | ---------- | -------- | --- |
| انگلیسی      | ۱٪         | ۴۳٪      | ۴۴٪ | روسی            | ۱٪         | ۵٪       | ۶٪  |
| آلمانی       | ۲۰٪        | ۱۶٪      | ۳۶٪ | کاتالان         | ۱٪         | ۱٪       | ۲٪  |
| فرانسوی      | ۱۴٪        | ۱۶٪      | ۲۹٪ | عربی            | ۱٪         | ۱٪       | ۲٪  |
| ایتالیایی    | ۱۵٪        | ۳٪       | ۱۸٪ | تامیلی          | ۱٪         | ۰٪       | ۱٪  |
| اسپانیایی    | ۹٪         | ۸٪       | ۱۷٪ | ترکی استانبولی  | ۱٪         | ۰٪       | ۱٪  |
| لهستانی      | ۹٪         | ۱٪       | ۱۰٪ | گالیسی          | <۱٪        | ۰٪       | <۱٪ |
| رومانیایی    | ۶٪         | ۰٪       | ۶٪  | باسکی           | <۱٪        | ۰٪       | <۱٪ |
| هلندی        | ۵٪         | ۱٪       | ۶٪  | لوکزامبورگی     | <۱٪        | ۰٪       | <۱٪ |
| مجاری        | ۳٪         | ۰٪       | ۳٪  | چینی            | <۱٪        | ۰٪       | <۱٪ |
| پرتغالی      | ۲٪         | ۱٪       | ۳٪  | هندی            | <۱٪        | ۰٪       | <۱٪ |
| یونانی       | ۲٪         | ۱٪       | ۳٪  | اردو            | <۱٪        | ۰٪       | <۱٪ |
| سوئدی        | ۲٪         | ۱٪       | ۳٪  | سایر            | ۲٪         | ۳٪       | ۵٪  |
| چکی          | ۲٪         | ۱٪       | ۳٪  |                 |            |          |     |
| بلغاری       | ۲٪         | ۰٪       | ۲٪  |                 |            |          |     |
| اسلواکی      | ۱٪         | ۱٪       | ۲٪  |                 |            |          |     |
| دانمارکی     | ۱٪         | ۰٪       | ۱٪  |                 |            |          |     |
| فنلاندی      | ۱٪         | ۰٪       | ۱٪  |                 |            |          |     |
| کرواتی       | ۱٪         | ۰٪       | ۱٪  |                 |            |          |     |
| لیتوانیایی   | ۱٪         | ۰٪       | ۱٪  |                 |            |          |     |
| اسلونیایی    | <۱٪        | ۰٪       | <۱٪ |                 |            |          |     |
| استونیایی    | <۱٪        | ۰٪       | <۱٪ |                 |            |          |     |
| ایرلندی      | <۱٪        | ۰٪       | <۱٪ |                 |            |          |     |
| لتونیایی     | <۱٪        | ۰٪       | <۱٪ |                 |            |          |     |
| مالتی        | <۱٪        | ۰٪       | <۱٪ |                 |            |          |     |

پنج زبان با بیشترین سخنور در اتحادیه اروپا انگلیسی (۴۴٪), آلمانی (۳۶٪)، فرانسوی (۲۹٪)، ایتالیایی (۱۸٪) و اسپانیایی (۱۷٪) هستند. آلمانی با داشتن ۲۰٪ از کل جمعیت سخنوران، پرمتکلم‌ترین زبان مادری است و پس از آن فرانسوی، ایتالیایی و اسپانیایی قرار دارند. دانستن زبان‌های خارجی همان‌طور که در جدول زیر نشان داده شده‌است، در هر کشور متفاوت است. بیشترین زبان دوم یا خارجی در اتحادیه اروپا انگلیسی، فرانسوی، آلمانی، اسپانیایی و روسی است. در جدول، خانه‌های به رنگ آبی روشن به معنای این است که این زبان یک زبان رسمی کشور است، در حالی که خانه‌های به رنگ آبی تیره زبان اصلی کشور را نشان می‌دهد.
| کشور               | جمعیت       | انگلیسی | فرانسوی | آلمانی | اسپانیایی | روسی | ایتالیایی | لهستانی |
| ------------------ | ----------- | ------- | ------- | ------ | --------- | ---- | --------- | ------- |
| اتحادیه اروپا (کل) | ۴۰۸٬۸۷۹٬۰۶۹ | ۴۴٪     | ۲۹٪     | ۳۶٪    | ۱۷٪       | ۶٪   | ۱۸٪       | ۱۰٪     |
| اتریش              | ۷٬۰۰۹٬۸۲۷   | ۷۳٪     | ۱۱٪     | ۹۷٪    | ۴٪        | ۲٪   | ۹٪        | ۱٪      |
| بلژیک              | ۸٬۹۳۹٬۵۴۶   | ۳۸٪     | ۸۱٪     | ۲۳٪    | ۵٪        | ۱٪   | ۴٪        | ۰٪      |
| بلغارستان          | ۶٬۵۳۷٬۵۱۰   | ۲۵٪     | ۲٪      | ۸٪     | ۲٪        | ۲۳٪  | ۱٪        | ۰٪      |
| کرواسی             | ۳٬۸۵۶٬۴۰۱   | ۴۹٪     | ۴٪      | ۳۴٪    | ۲٪        | ۴٪   | ۱۴٪       | ۰٪      |
| قبرس               | ۶۶۰٬۴۰۰     | ۷۳٪     | ۱۱٪     | ۵٪     | ۲٪        | ۴٪   | ۳٪        | ۰٪      |
| چک                 | ۹٬۰۱۲٬۴۴۳   | ۲۷٪     | ۱٪      | ۱۵٪    | ۱٪        | ۱۳٪  | ۱٪        | ۲٪      |
| دانمارک            | ۴٬۵۶۱٬۲۶۴   | ۸۶٪     | ۹٪      | ۴۷٪    | ۴٪        | ۰٪   | ۱٪        | ۰٪      |
| استونی             | ۹۴۵٬۷۳۳     | ۵۰٪     | ۱٪      | ۲۲٪    | ۱٪        | ۵۶٪  | ۰٪        | ۰٪      |
| فنلاند             | ۴٬۴۴۰٬۰۰۴   | ۷۰٪     | ۳٪      | ۱۸٪    | ۳٪        | ۳٪   | ۱٪        | ۰٪      |
| فرانسه             | ۴۷٬۷۵۶٬۴۳۹  | ۳۹٪     | ۹۷٪     | ۸٪     | ۱۳٪       | ۱٪   | ۵٪        | ۱٪      |
| آلمان              | ۶۴٬۴۰۹٬۱۴۶  | ۵۶٪     | ۱۵٪     | ۹۸٪    | ۴٪        | ۶٪   | ۳٪        | ۱٪      |
| یونان              | ۸٬۶۹۳٬۵۶۶   | ۵۱٪     | ۹٪      | ۹٪     | ۱٪        | ۱٪   | ۸٪        | ۰٪      |
| مجارستان           | ۸٬۳۲۰٬۶۱۴   | ۲۰٪     | ۳٪      | ۱۸٪    | ۱٪        | ۴٪   | ۱٪        | ۰٪      |
| ایرلند             | ۳٬۵۲۲٬۰۰۰   | ۹۹٪     | ۱۷٪     | ۷٪     | ۴٪        | ۱٪   | ۱٪        | ۳٪      |
| ایتالیایی          | ۵۱٬۸۶۲٬۳۹۱  | ۳۴٪     | ۴٪      | ۳٪     | ۸٪        | ۰٪   | ۹۷٪       | ۰٪      |
| لاتویا             | ۱٬۴۴۷٬۸۶۶   | ۴۶٪     | ۱٪      | ۱۴٪    | ۱٪        | ۶۷٪  | ۰٪        | ۲٪      |
| لیتوانی            | ۲٬۸۲۹٬۷۴۰   | ۳۸٪     | ۳٪      | ۱۴٪    | ۱٪        | ۸۰٪  | ۱٪        | ۱۲٪     |
| لوکزامبورگ         | ۴۰۴٬۹۰۷     | ۵۶٪     | ۹۶٪     | ۷۱٪    | ۵٪        | ۰٪   | ۶٪        | ۰٪      |
| مالت               | ۳۳۵٬۴۷۶     | ۸۹٪     | ۱۷٪     | ۳٪     | ۱٪        | ۰٪   | ۶۶٪       | ۰٪      |
| هلند               | ۱۳٬۳۷۱٬۹۸۰  | ۹۰٪     | ۲۹٪     | ۷۱٪    | ۵٪        | ۰٪   | ۲٪        | ۰٪      |
| لهستان             | ۳۲٬۴۱۳٬۷۳۵  | ۳۳٪     | ۴٪      | ۱۹٪    | ۱٪        | ۲۶٪  | ۲٪        | ۹۹٪     |
| پرتغال             | ۸٬۰۸۰٬۹۱۵   | ۲۷٪     | ۲۴٪     | ۱٪     | ۱۰٪       | ۰٪   | ۱٪        | ۰٪      |
| رومانی             | ۱۸٬۲۴۶٬۷۳۱  | ۳۱٪     | ۲۳٪     | ۷٪     | ۵٪        | ۳٪   | ۷٪        | ۰٪      |
| اسلواکی            | ۴٬۵۴۹٬۹۵۵   | ۲۶٪     | ۲٪      | ۲۲٪    | ۱٪        | ۱۷٪  | ۱٪        | ۵٪      |
| اسلوونی            | ۱٬۷۵۹٬۷۰۱   | ۵۹٪     | ۳٪      | ۴۸٪    | ۳٪        | ۵٪   | ۱۲٪       | ۰٪      |
| اسپانیا            | ۳۹٬۱۲۷٬۹۳۰  | ۲۲٪     | ۱۲٪     | ۲٪     | ۹۸٪       | ۱٪   | ۲٪        | ۰٪      |
| سوئد               | ۷٬۷۹۱٬۲۴۰   | ۸۶٪     | ۱۱٪     | ۳۰٪    | ۵٪        | ۰٪   | ۲٪        | ۱٪      |

درصد دانستن انگلیسی
درصد دانستن آلمانی
درصد دانستن فرانسوی
درصد دانستن ایتالیایی
درصد دانستن اسپانیایی
درصد دانستن روسی